# Cresera tinguaensis
Cresera tinguaensis is een beervlinder uit de familie van de spinneruilen (Erebidae). De wetenschappelijke naam van de soort is voor het eerst geldig gepubliceerd in 1957 door Rego Barros.